# Adrianus Gerardus Bakker
Adrianus Gerardus Bakker (Heiloo, 11 oktober 1913 – 6 augustus 1999)  was een Nederlands politicus van de KVP.
Hij werd geboren als zoon van Cornelis Bakker (1870-1961) die lange tijd wethouder is geweest. Zelf begon hij zijn ambtelijke carrière bij de gemeentesecretarie van Heiloo waar hij het bracht tot  commies. In september 1946 werd A.G. Bakker de burgemeester van Oudorp. In februari 1961 volgde zijn benoeming tot burgemeester van de gemeenten Egmond-Binnen en Egmond aan Zee. In juli 1978 fuseerden die gemeenten tot de gemeente Egmond waarvan hij de burgemeester werd. Vier maanden later ging Bakker met pensioen en in 1999 overleed hij op 85-jarige leeftijd.